# Humanoid Robotics Project
O Humanoid Robotics Project é um projeto de robótica ligado à Honda e ao Instituto Nacional de Ciência e Tecnologia Industrial Avançada do Japão, que desenvolve diversos modelos de robôs humanóides.

## Especificações
|                         | HRP-1 (1997)        | HRP-2P (1998)                     | HRP-2 Promet (2002)               | HRP-3P protótipo (2005)          | HRP-3 Promet MK-II (2007)                            | HRP-4C (2009) |
| ----------------------- | ------------------- | --------------------------------- | --------------------------------- | -------------------------------- | ---------------------------------------------------- | ------------- |
| Peso                    | 130 kg              | 58 kg                             | 58 kg                             | 65 kg                            | 68 kg                                                | 43 kg         |
| Altura                  | 160 cm              | 154 cm                            | 154 cm                            | 160 cm                           | 160.6 cm                                             | 158 cm        |
| Largura                 | 60 cm               | 62 cm                             | 62 cm                             | 66.4 cm                          | 69.3 cm                                              |               |
| Profunidade             | 55.5 cm             |                                   |                                   | 36.3 cm                          | 41 cm                                                |               |
| Velocidade (caminhando) | 2 km/h              | 2 km/h                            | 2 km/h                            | 2 km/h                           | 2 km/h                                               |               |
| Bateria                 | Ni-Zn 135 V / 6 Ah  | Nickel metal hydride 48 V / 20 Ah | Nickel metal hydride 48 V / 20 Ah |                                  |                                                      |               |
| Autonomia de energia    | 25 minutos          |                                   |                                   | 60 minutos                       | 120 minutos                                          | 20 minutos    |
| Degrees of Freedom      | 28                  | 30                                | 30                                | 36                               | 42                                                   | 42            |
| Sensores                | 2-eye stereo camera | 3-eye stereo camera               | 3-eye stereo camera               | 3-eye stereo camera 2-eye camera | 3-eye stereo camera 2-eye camera Laser limits sensor |               |